# Isole Ōsumi
Le Isole Ōsumi (大隈諸島?, Ōsumi Shotō) sono un arcipelago appartenente al Giappone, fanno parte dell'arcipelago di Ryūkyū e costituiscono la parte più settentrionale delle isole Satsunan.
Amministrativamente fanno parte della Prefettura di Kagoshima. La loro distanza da Kyūshū è di circa 60km.

## Geografia
Le isole sono di origine vulcanica, la superficie complessiva delle isole è pari a poco più di 1000 km², la massima elevazione è il Monte Miyanoura-dake (1935 m), sull'isola di Yakushima.
Il clima è subtropicale umido con estati molto calde e inverni miti, le precipitazioni sono elevate tutto l'anno, i mesi più piovosi sono maggio, giugno e settembre.

## Isole
L'arcipelago è costituito da numerose isole, di cui le principali sono tre:
- Yakushima (屋久島?) (504,88 km²)
- Tanegashima (種子島?) (444,99 km²)
- Kuchinoerabujima (口永良部島?) (38,04 km²)

Tra le isole minori quelle di dimensioni più rilevanti sono Mageshima, Kuroshima, Iōjima e Takeshima.